# Jerzy Zachorowski
Jerzy Kazimierz Zachorowski (ur. 9 lipca 1955 w Krakowie, zm. 1 lutego 2017 tamże) – polski fizyk doświadczalny, specjalizujący się w fizyce atomowej, fotonice i spektroskopii laserowej. Pracował na Uniwersytecie Jagiellońskim. W latach 1969–1973 był uczniem I Liceum Ogólnokształcącego im. Bartłomieja Nowodworskiego w Krakowie, gdzie zdał maturę.

## Życiorys
Syn Witolda i Marii. W roku 1979 ukończył studia fizyczne na Uniwersytecie Jagiellońskim, następnie podjął pracę na macierzystej uczelni, w Instytucie Fizyki imienia Mariana Smoluchowskiego. Tam obronił rozprawę doktorską, a następnie się habilitował. W roku 2015 otrzymał tytuł  profesora nauk fizycznych. W latach 2012–2016 prodziekan Wydziału Fizyki, Astronomii i Informatyki Stosowanej UJ. Współtwórca Zakładu Fotoniki w Instytucie Fizyki UJ.
Był stypendystą Humboldta (Uniwersytet w Bonn, 1989–1990).
Pracował w dziedzinie fizyki atomowej i optyki kwantowej, uczestniczył w badaniach ultrazimnej materii, brał udział w wytworzeniu atomowego kondensatu Bosego-Einsteina oraz budowie optycznego zegara atomowego: ultraprecyzyjnego wzorca częstotliwości. Za osiągnięcia naukowe nagrodzony przez Ministra Nauki i Szkolnictwa Wyższego, JM Rektora Uniwersytetu Jagiellońskiego oraz Marszałka Województwa Kujawsko-Pomorskiego. Pochowany na cmentarzu Rakowickim w Krakowie.